# Löwenstein
Löwenstein ist eine Stadt 20 km südöstlich von Heilbronn im Landkreis Heilbronn in Baden-Württemberg. Sie gehört zur Region Heilbronn-Franken. Die Stadt ist ein  staatlich anerkannter Erholungsort.

## Geographie

### Geographische Lage
Die Stadt liegt im Naturraum Schwäbisch-Fränkische Waldberge oberhalb des Sulmtales am Rand der nach ihr benannten Löwensteiner Berge in 220 bis 549 Meter Höhe. Teilweise auf Gemeindegebiet liegt der in den 1970er-Jahren künstlich angelegte Breitenauer See.

### Geologie
Das hier sehr ausgeprägte treppenförmige Relief der Keuper-Schichtstufe am Nordwestrand der Schwäbisch-Fränkischen Waldberge spiegelt sich in der siedlungsgeschichtlichen Anlage der Stadt wider. Der Nukleus der Siedlung ist die Ende des 11. Jahrhunderts auf 427 m ü. NN in beengter Spornlage auf Stubensandstein errichtete Burg Löwenstein. Die darunter liegende Kieselsandsteinterrasse auf 385 m ü. NN wurde spätestens ab dem 13. Jahrhundert mit der Kernstadt nahezu vollständig überbaut. Nach dem Zweiten Weltkrieg konnten Neubaugebiete nur auf dem wiederum eine Stufe tiefer liegenden Schilfsandstein (Teusserbad und Neue Gärten) auf etwa 260–300 m ü. NN oder auf der Stubensandsteinhochfläche beim Ortsteil Hirrweiler angelegt werden. Die aus dem Mittelalter stammenden Gehöfte Beckershof und Breitenauer Hof liegen unterhalb der prägnanten Oberkeuperstufe beidseits der Sulm-Mulde auf zwei Hügeln des intensiv für Wein- und Obstbau genutzten Gipskeupers. Die Hügel tragen obenauf Reste alter Schuttdecken.
Die Stadt Löwenstein ist Namensgeberin der geologischen Löwenstein-Formation, die unter ihrem ursprünglichen Namen Stubensandstein bekannt ist. Der Sand wurde früher abgebaut, wodurch auf der Gemarkung Löwensteins zwei kleine Höhlen entstanden, die Hofackerhöhle und die Lumpenlochhöhle.

### Nachbargemeinden
Nachbarstädte und -gemeinden Löwensteins sind (im Uhrzeigersinn, beginnend im Süden):  Oberstenfeld (Ortsteil Prevorst, Landkreis Ludwigsburg), die Stadt Beilstein, die Stadt Lauffen am Neckar (Exklave Stadtwald Etzlenswenden), Untergruppenbach, Lehrensteinsfeld, Obersulm, Bretzfeld (Hohenlohekreis) und Wüstenrot. Bis auf Oberstenfeld und Bretzfeld gehören alle zum Landkreis Heilbronn. Mit Obersulm ist Löwenstein eine Vereinbarte Verwaltungsgemeinschaft eingegangen.

### Stadtgliederung
Löwenstein gliedert sich in die Kernstadt Löwenstein und den eingemeindeten Stadtteil Hößlinsülz. Zu Löwenstein selbst gehören noch die Weiler Altenhau, Hirrweiler, Lichtenstern (ehemaliges Kloster und heutige Evangelische Stiftung Lichtenstern), Reisach und Rittelhof, die Höfe Beckershof und Breitenauer Hof sowie die Wohnplätze Bachhäusle, Frankenhof, Gerberhäusle, Klostermühle, Mittelmühle, Obermühle, Sanatorium Löwenstein, Seemühle, Teusserbad, Weingarthaus und Ziegelhütte. Auch die Kuppe auf dem 538,9 m hohen Stocksberg mit dem Stocksberger Jagdhaus gehört als Wohnplatz Stocksberg zu Löwenstein, nicht jedoch der am Nord- und Osthang gelegene gleichnamige Weiler, der zur Nachbarstadt Beilstein gehört. Abgegangene, heute nicht mehr bestehende Orte auf Markung Löwenstein sind Schlagweiler und Spelach.

### Flächenaufteilung
Nach Daten des Statistischen Landesamtes, Stand 2014.

## Geschichte

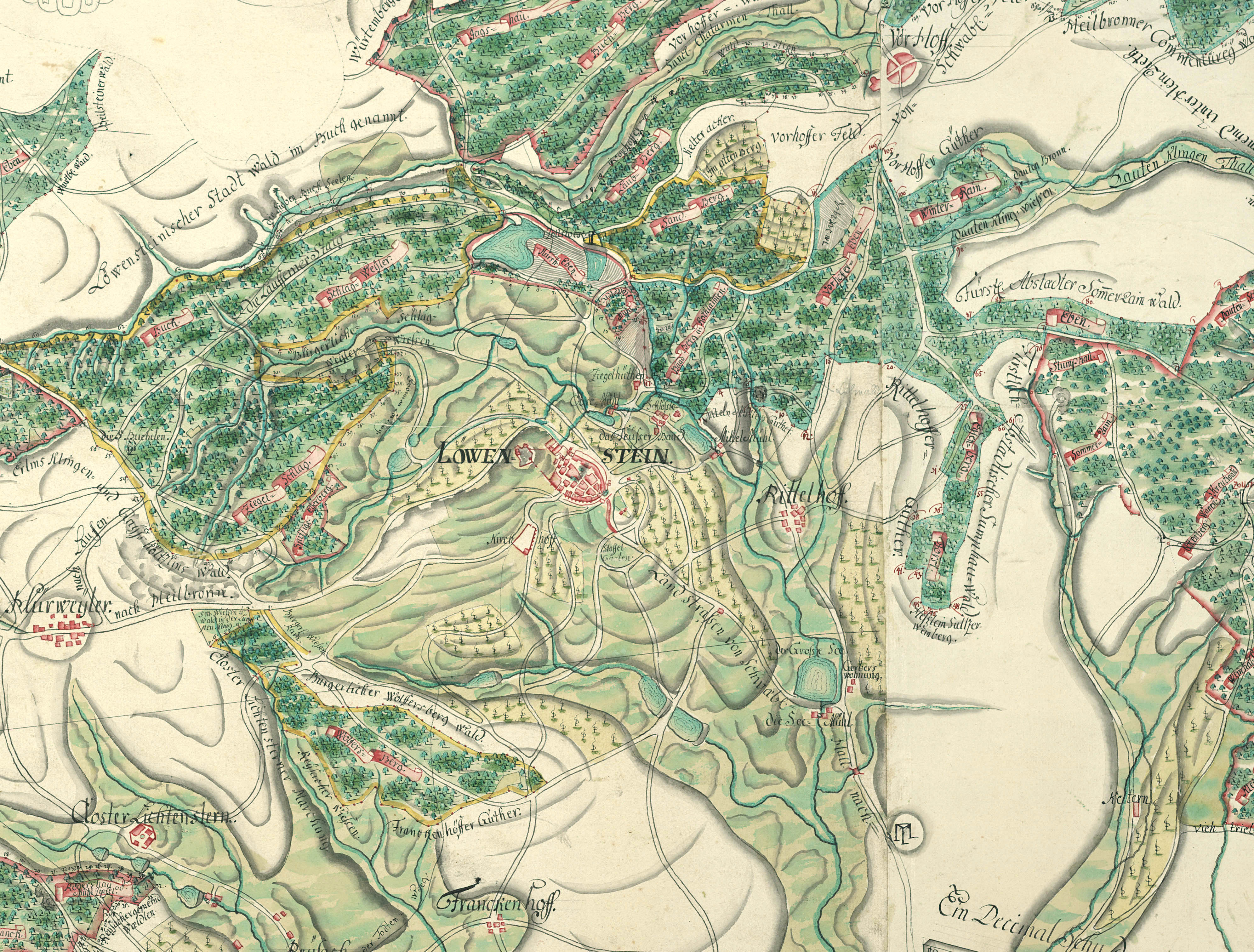
Löwenstein und Umgebung, um 1755

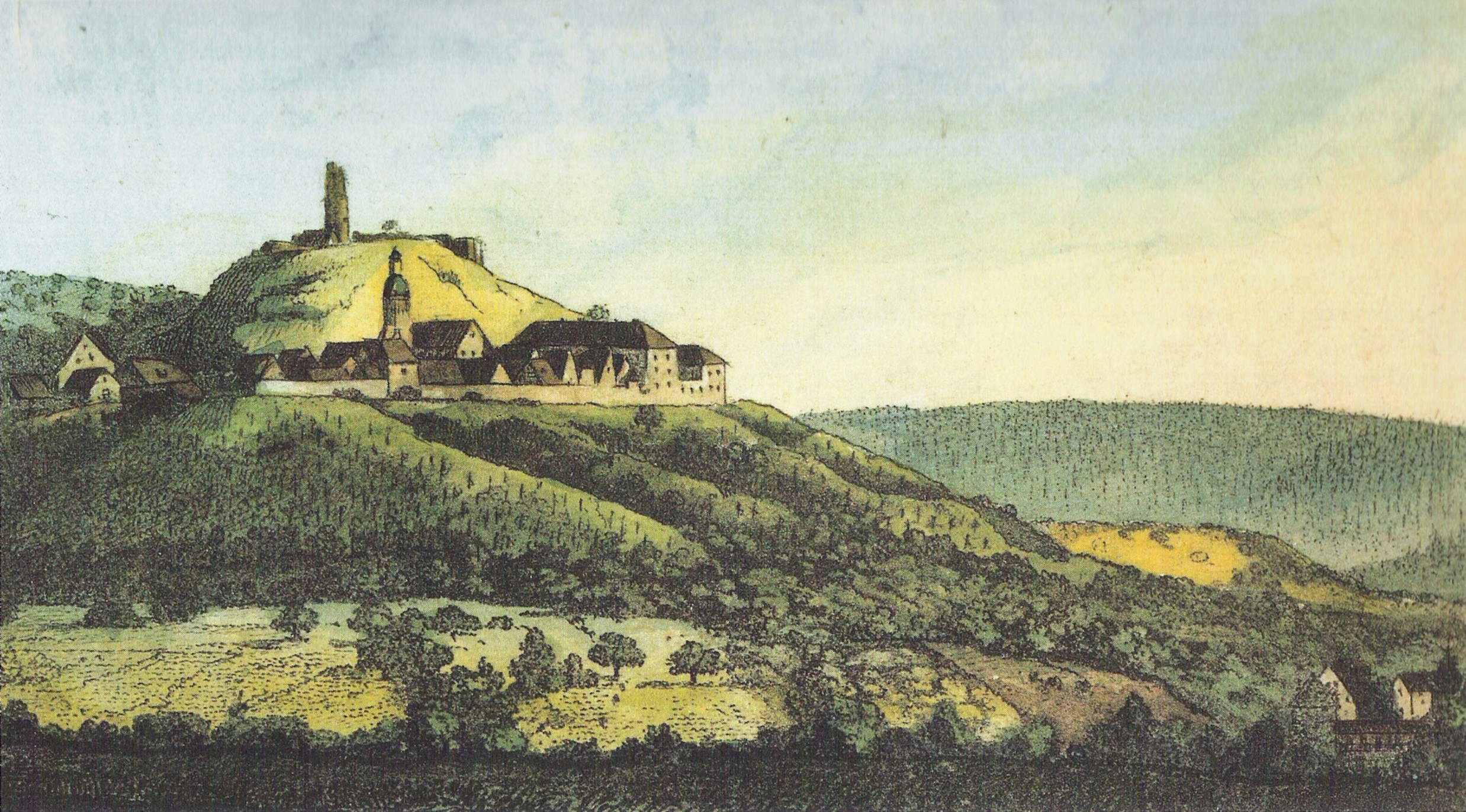
Löwenstein von Norden, bei G. Ebner, um 1820

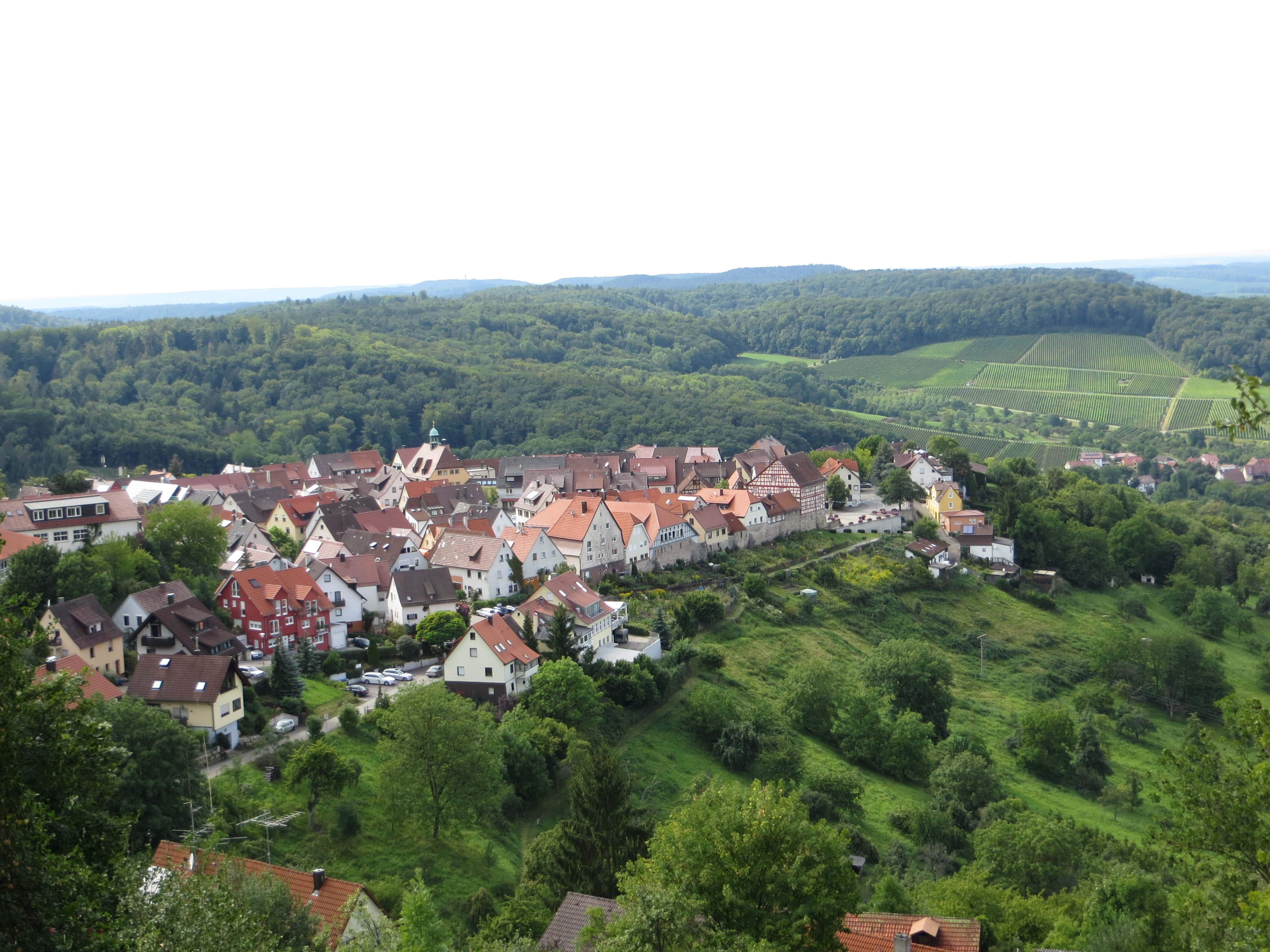
Löwenstein von Osten

### Bis zum 18. Jahrhundert
Um 1090 wurde die Burg Löwenstein von den Grafen von Calw als Verwaltungsmittelpunkt am Salzhandelsweg von Heilbronn nach Hall erbaut. Eine auf der Burg sitzende Seitenlinie der Calwer Grafen nannte sich Grafen von Löwenstein und wurde 1123 erstmals in einer Urkunde erwähnt. Der Name Löwenstein geht auf das Wappenbild der Calwer Grafen zurück, das einen auf einem Dreiberg stehenden Löwen zeigt. Nach dem Aussterben der Calwer Hauptlinie verkaufte der ebenfalls ohne männliche Nachkommen gebliebene Graf Gottfried von Löwenstein die Grafschaft Löwenstein mit Burg und Ort Löwenstein 1277 an das Bistum Würzburg. Dieses veräußerte den Besitz 1281 an König Rudolf von Habsburg, der damit seinen ersten Sohn Albrecht von Schenkenberg belehnte und den Ort am 11. November 1287 mit der Verleihung der Rechte der Stadt Weinsberg zur Stadt erhob.
Albrecht von Schenkenberg begründete eine zweite, habsburgische Grafschaft Löwenstein, die um 1300 u. a. durch ihre Lage an der alten Handelsstraße und als Grenzort zum südlich gelegenen Württemberg noch ein bedeutender Machtfaktor in Südwestdeutschland war, jedoch nach dem Tode Albrechts 1304 an Bedeutung verlor und um 1375 einen wirtschaftlichen Niedergang erlebte. 1382 wurde die Hälfte der Grafschaft an die Kurpfalz verpfändet, 1441 schließlich die gesamte Grafschaft an die Kurpfalz verkauft. Graf Ludwig I. von Löwenstein, ein Sohn des Kurfürsten Friedrich der Siegreiche, begründete daraufhin die dritte, wittelsbach-kurpfälzische Dynastie der Grafen von Löwenstein. 1504 wurde Löwenstein im Landshuter Erbfolgekrieg von Herzog Ulrich von Württemberg erobert. Die Grafen von Löwenstein erhielten die Grafschaft 1510 als württembergisches Lehen zurück. Außerdem erlangten sie durch Heirat auch Besitz der Grafschaft Wertheim, wohin sie später umzogen und sich seitdem zu Löwenstein-Wertheim nennen.
Im Dreißigjährigen Krieg hatte auch Löwenstein sehr an Truppendurchzügen, Plünderungen und Seuchen zu leiden. Besondere Notzeiten waren nach der Schlacht bei Nördlingen im September 1634, als bei der Schlacht unterlegene Truppen den Ort durchströmten. Im Folgejahr starben in Löwenstein 314 Personen an der Pest. Viele Güter lagen über Jahrzehnte brach. Die Kriegslasten des späten 17. Jahrhunderts verhinderten eine Beseitigung der Armut. Im 18. Jahrhundert versuchte man durch vielerlei Bestrebungen wie die Wiederbelebung des Kurbads Teusserbad, die Verbesserung des Weinbaus, die Ansiedlung von Krämern, den Ausbau der Straße von Heilbronn nach Hall zur Chaussee und die Errichtung eines Viehmarkts (1790) der Armut in Löwenstein zu begegnen, doch dauerte es noch bis ins frühe 19. Jahrhundert, bis sich eine Besserung der Lebensverhältnisse einstellte.

### 19. und 20. Jahrhundert
Im Jahr 1806 wurde die Stadt durch die Mediatisierung der gleichnamigen Grafschaft Löwenstein dem Königreich Württemberg angegliedert. Zunächst war Löwenstein dem Oberamt Backnang, ab 1810 dem Oberamt Weinsberg zugeordnet, wo die Stadt bis zu dessen Auflösung 1926 verblieb. Nach der Auflösung wurde die Stadt dem Oberamt Heilbronn (ab 1938 nach der Verwaltungsreform während der NS-Zeit in Württemberg dem Landkreis Heilbronn) zugeteilt. Im Zweiten Weltkrieg wurde Löwenstein am 14. April 1945 durch drei alliierte Fliegerangriffen, der erste erfolgte gegen 13 Uhr, heimgesucht, weil sich dort noch deutsche Flakgeschütze befanden. Insgesamt wurden 95 von 130 Gebäuden, darunter auch das historische Schloss Löwenstein, zerstört, neun Menschen getötet und 170 Familien obdachlos. Als Luftschutzbunker und Notunterkunft dienten die beiden nahegelegenen Hofacker- und Lumpenlochhöhlen. Drei Tage später besetzten Amerikaner die völlig zerstörte Stadt und zwangen Jungen auf Panzersperren zu laufen, um eine Verminung zu testen, die in Löwenstein nicht gegeben war. Viele Obdachlose kamen vorerst in Lichtenstern oder in den übrigen Häusern unter.
1939 wurden 1257 Einwohner gezählt, Ende 1945 waren es 1425. Nach Ende des Krieges erfolgte der Wiederaufbau des Ortes.
Da Löwenstein Teil der Amerikanischen Besatzungszone geworden war, gehörte die Stadt somit seit 1945 zum neu gegründeten Land Württemberg-Baden, das 1952 im jetzigen Bundesland Baden-Württemberg aufging.

### Religionen

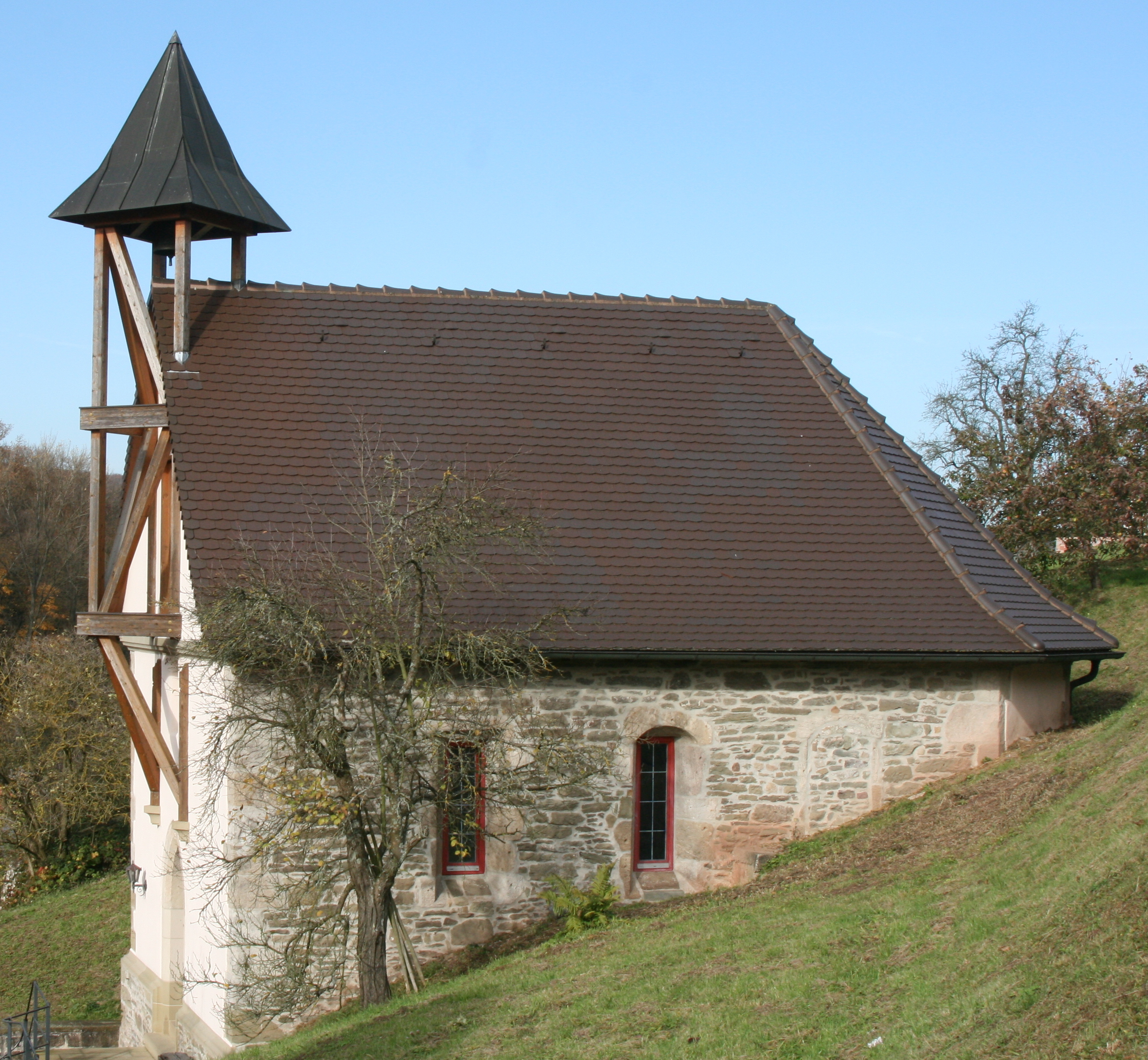
Teusserbadkapelle

Auf heutigem Löwensteiner Gebiet gab es früher das Zisterzienserinnen-Kloster Lichtenstern, das im Zuge der Reformation 1535 aufgehoben wurde. Anschließend wurde ein Klosteroberamt eingerichtet, das die früheren Liegenschaften des Klosters verwaltete und bis 1807 bestand. Nach Auflösung des Amts und einsetzendem Verfall der Anlagen entstand ab 1835 eine Kinderrettungsanstalt, die 1865 zur Königlichen Stiftung erhoben wurde. Die Stiftung unterhält heute Einrichtungen in Löwenstein, Obersulm, Heilbronn und Eppingen.
Die heutige evangelische Kirchengemeinde Löwenstein gehört zum Kirchenbezirk Weinsberg-Neuenstadt der Evangelischen Landeskirche in Württemberg. Für die katholischen Christen ist die römisch-katholische Kirchengemeinde in (Obersulm-)Affaltrach zuständig.

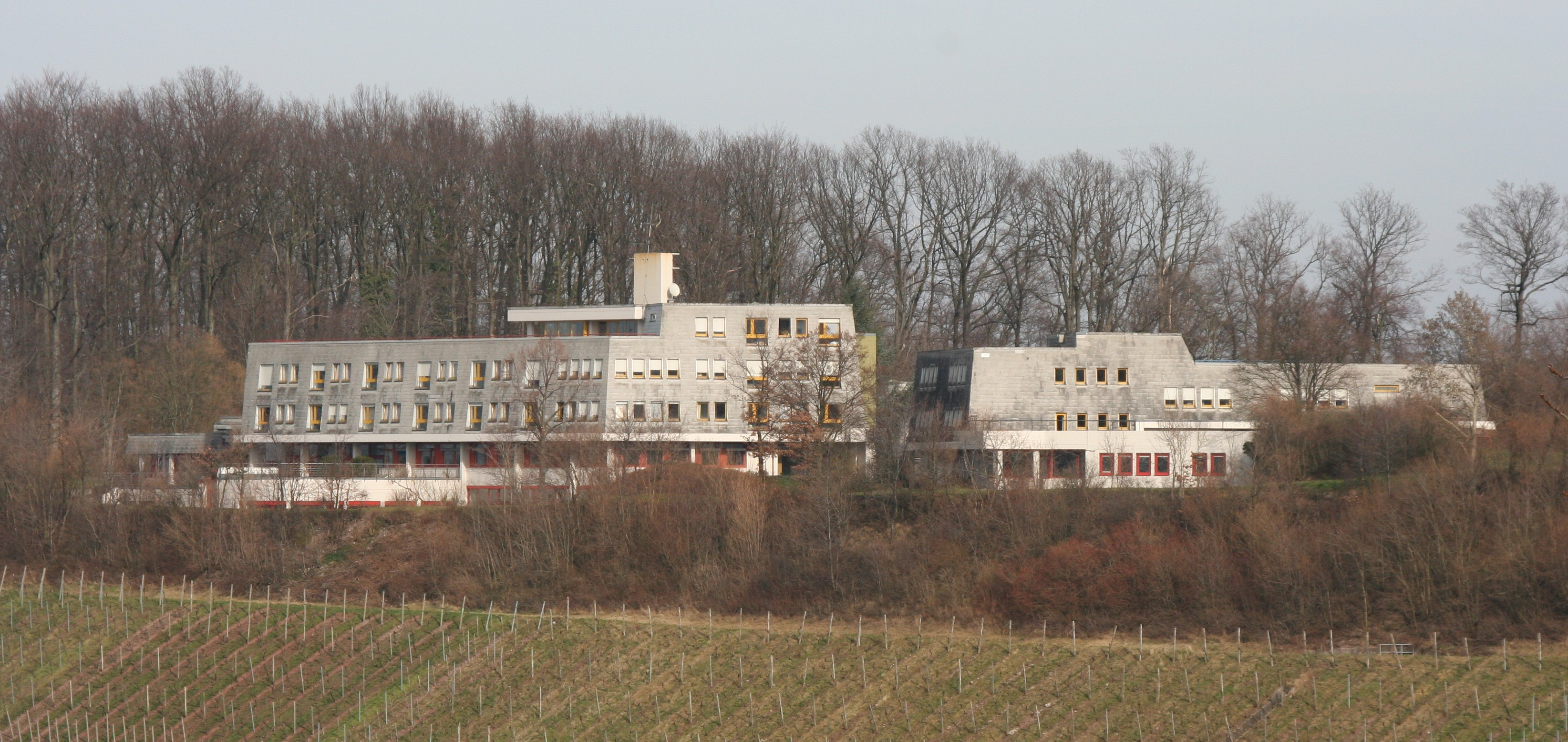
Evangelische Tagungsstätte

In Löwenstein befindet sich auch die Evangelische Tagungsstätte Löwenstein (ETL), eine der ältesten kirchlichen Tagungsstätten in Deutschland. Sie wurde am 4. Juli 1971 eingeweiht. Träger der Tagungsstätte ist der Verband der Kirchenbezirke Besigheim, Brackenheim, Heilbronn, Marbach und Weinsberg-Neuenstadt. Die ETL veranstaltet meditative, kreative, theologische, lebensbegleitende und gesellschaftspolitische Tagungen und Seminare. Sie steht allen Veranstaltern aus Kirche, Wirtschaft und Verwaltung gleichermaßen zur Verfügung.

### Eingemeindungen
Am 1. Januar 1971 erfolgte die freiwillige Eingemeindung von Hößlinsülz.

## Politik

### Gemeinderat
Der Gemeinderat besteht aus den gewählten ehrenamtlichen Gemeinderäten und zusätzlich dem Bürgermeister als Vorsitzendem. Der Bürgermeister ist im Gemeinderat stimmberechtigt. Der Gemeinderat in Löwenstein hat (ohne Bürgermeister) 12 Mitglieder.
Die Kommunalwahl am 9. Juni 2024 in Löwenstein führte zu folgendem Ergebnis (mit Vergleichszahlen voriger Wahlen):
| Partei / Liste                             | Stimmenanteil | Sitze  |               | 2019            | 2014 |
| Freie Wähler Löwenstein / Löwenstein 20201 | 37,8 %        | 4      | 5 Sitze, 41 % | 4 Sitze, 35,5 % |      |
| Pro Löwenstein                             | –             | –      | n.k.          | 4 Sitze, 32,4 % |      |
| Unabhängige Bürger                         | 23,9 %        | 3      | 3 Sitze, 25 % | 4 Sitze, 32,1 % |      |
| Offenes Forum – Für Löwenstein             | 23,0 %        | 3      | 4 Sitze, 33 % | n.k.            |      |
| Lebendiges Löwenstein                      | 6,4 %         | 1      | –             | –               |      |
| Gemeinsam für Löwenstein                   | 8,9 %         | 1      | –             | –               |      |
| Wahlbeteiligung                            | 64,8 %        | 64,8 % | 61,9 %        | 54,1 %          |      |

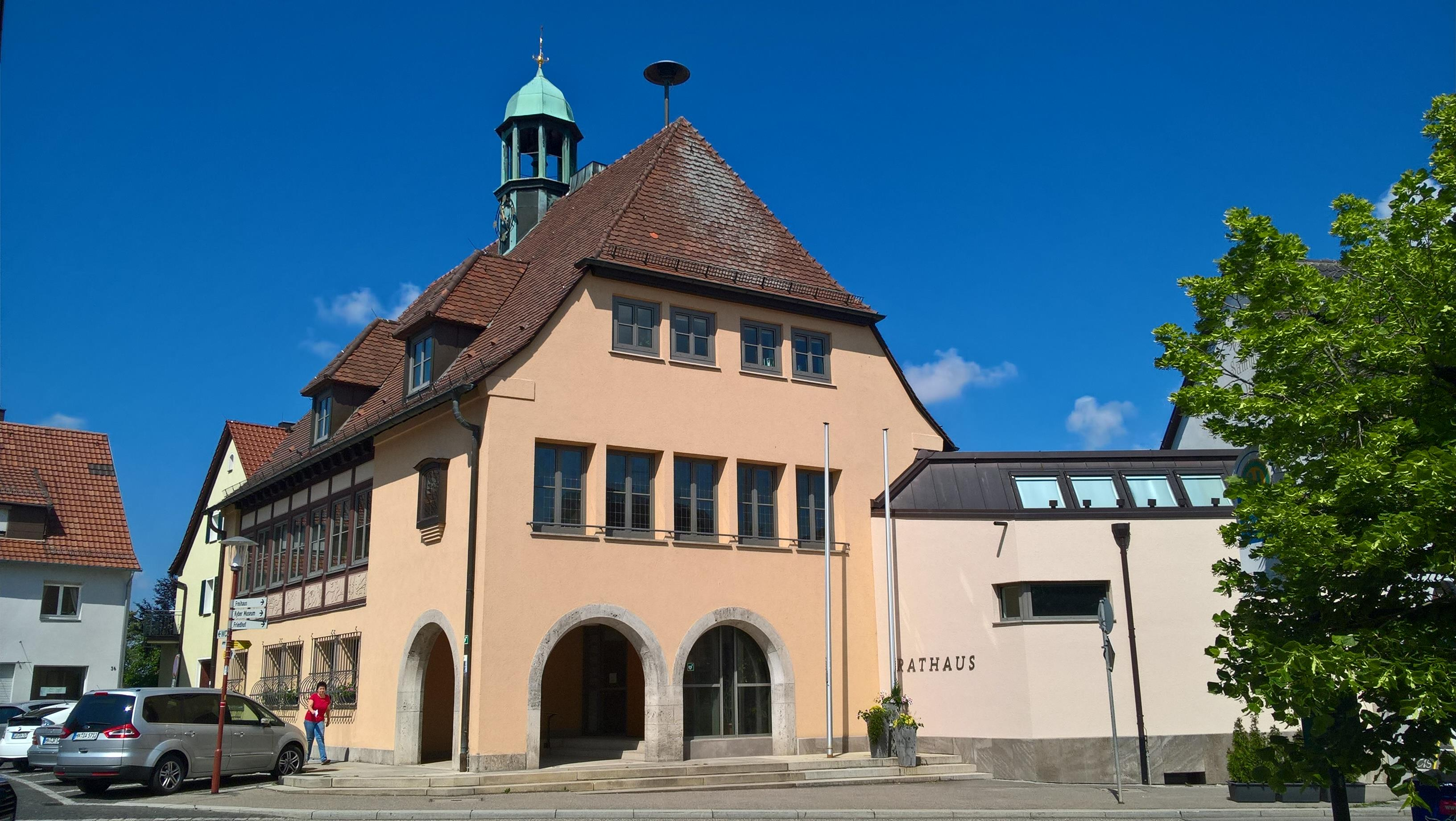
Rathaus Löwenstein

1 Seit der Kommunalwahl 2019 zusätzliche Bezeichnung „Löwenstein 2020“

### Bürgermeister
- 1966–1992: Ernst Birk
- 1992–2000: Birgit Kriegel
- 2000–2024: Klaus Schifferer
- seit 2024: Eberhard Birk

Bürgermeister ist seit dem 17. April 2024 Eberhard Birk. Er wurde am 14. Januar 2024 mit 55,5 Prozent der Stimmen gewählt.

### Wappen und Flagge

Wappen „Loewenstein“

Die Blasonierung des Löwensteiner Wappens lautet: In geteiltem Schild oben von Silber und Blau geweckt, unten in Gold auf blauem Dreiberg ein stehender roter Löwe. Die Stadtfarben sind Blau-Weiß.
Das Löwensteiner Wappen ist auf dem ersten bekannten Siegel der Stadt von 1498 und auch auf allen späteren nachgewiesen. Der auf dem Dreiberg stehende Löwe ist das Wappen der Grafen von Calw, von denen sich eine Linie von Löwenstein nannte. Im Löwensteiner Stadtwappen ist der Löwe im Gegensatz zum Grafenwappen ungekrönt. Die silbernen und blauen Rauten sind die gleichen wie im bayerischen Wappen und gehen auf Ludwig von Pfalz-Bayern aus dem Haus Wittelsbach zurück, Sohn des Kurfürsten Friedrichs des Siegreichen von der Pfalz. Ludwig wurde 1494 vom römisch-deutschen König und späteren Kaiser Maximilian I. als Graf von Löwenstein anerkannt und begründete den dritten Stamm der Grafen von Löwenstein. Er erhielt das Recht, neben seinem angestammten Wappen das alte Löwensteiner Wappen weiterzuführen. Das Löwensteiner Stadtwappen, das diese beiden Wappen kombiniert, kann also nicht vor 1494 entstanden sein, seine Entstehung ist auf die Zeit von 1494 bis 1498 zu datieren.

### Partnergemeinde
Partnergemeinde Löwensteins ist das österreichische Traboch in der Steiermark. Freundschaftliche Beziehungen, die die Musikvereine beider Orte seit Sommer 1966 unterhielten, führten zur Städtepartnerschaft, die am 10. Juli 1982 in Traboch besiegelt wurde.

## Kultur und Sehenswürdigkeiten
Löwenstein ist ein bekannter Weinort des Anbaugebietes Württemberg und liegt an der Württemberger Weinstraße, die an vielen Sehenswürdigkeiten vorbeiführt.

### Museen
Das denkmalgeschützte Freihaus aus dem 14. Jahrhundert beherbergt das Manfred-Kyber-Museum.

### Bauwerke

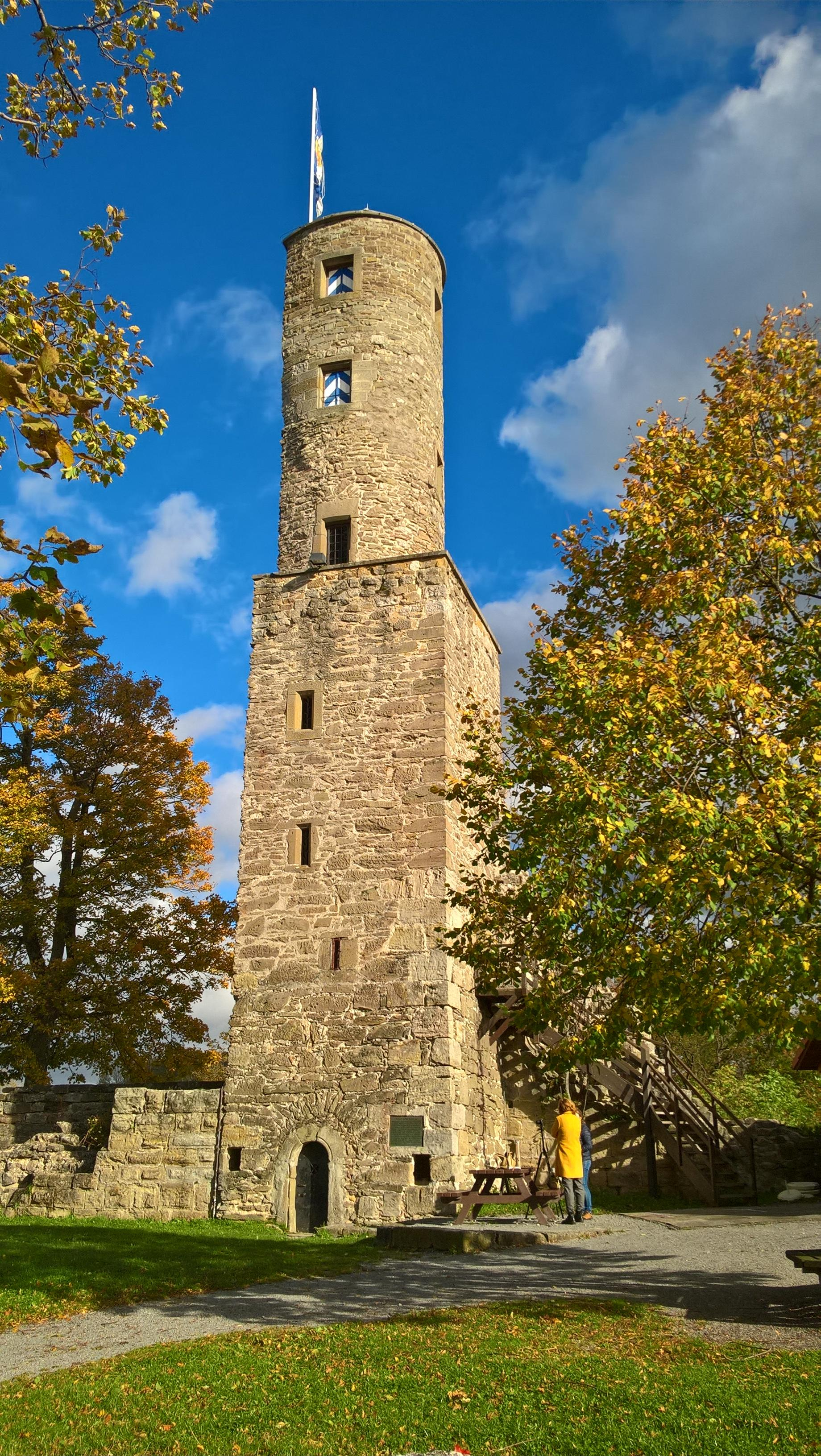
Turm der Burg Löwenstein

- Die Burg Löwenstein wurde um 1100 von den Grafen von Calw-Löwenstein erbaut und seit dem 16. Jahrhundert dem Verfall preisgegeben. Von der Anlage sind hauptsächlich noch der begehbare, 1970 restaurierte Treppenturm (14. Jahrhundert) sowie das 1972 in großen Teilen konservierte Torhaus (15. Jahrhundert) erhalten.
- Die Stadtkirche (1345 erstmals erwähnt) wurde 1760 bis 1763 in barockem Stil als fünfschiffiges Langhaus mit geschwungener Westfassade sowie Turm auf der Ostseite mit achtseitigem Obergeschoss, Zwiebeldach und Laterne erneuert. Nach Kriegszerstörung wurde die Kirche 1946 bis 1953 unter dem Architekten und Leiter des Heilbronner Hochbauamtes, Hannes Mayer dem barocken Vorbild folgend wiederaufgebaut, die Turmhaube erhielt zunächst ein Notdach und wurde Anfang der 1970er Jahre im Zusammenhang mit einer Kirchenschiffrenovierung und weiterer Bestückung des Glockenstuhls erneuert. Der Stuttgarter Kunstprofessor Rudolf Yelin d. J. schuf 1949 das große Altarwandgemälde mit dem nach 1945 zeitgeschichtlich häufigen Motiv „Jesus als Weltenrichter beim Jüngsten Gericht“.[15] Eine Weigle-Orgel konnte 1959 eingebaut und fünfzig Jahre später nach einer Hauptreinigung wieder geweiht werden.[16] Im Jahr 2020 findet eine Innenrenovierung statt.
- Neben der Stadtkirche schließt sich das Gelände des im Zweiten Weltkrieg zerstörten Schloss Löwenstein an, von dem heute lediglich noch Stützmauern und Treppenanlagen erhalten sind. Das Schloss war eine 1571 erbaute dreiflügelige Anlage, mit ihm verbrannten aus Stuttgarter Bibliotheken ausgelagerte Bücher und Kunstgegenstände. Die Ritterfigur auf einer der erhaltenen Mauern soll den pfälzischen Kurfürsten Friedrich I. zeigen und wurde von Schwanthaler und Mayer gefertigt. An der Stelle des Schlosses befindet sich heute das Fürstlich Löwensteinische Forstamt, das dort um 1950 errichtet wurde, nachdem der im Krieg nicht zerstörte Vorgängerbau im Zuge des Ausbaus der Durchgangsstraße abgerissen wurde.
- Das Rathaus wurde 1952 anstelle des zerstörten historischen Rathauses von 1539 erbaut. Seine Fassade zeigt ortsbezogene Reliefbilder. Auf der Brunnensäule des davor befindlichen Marktbrunnens thront eine Löwenfigur.

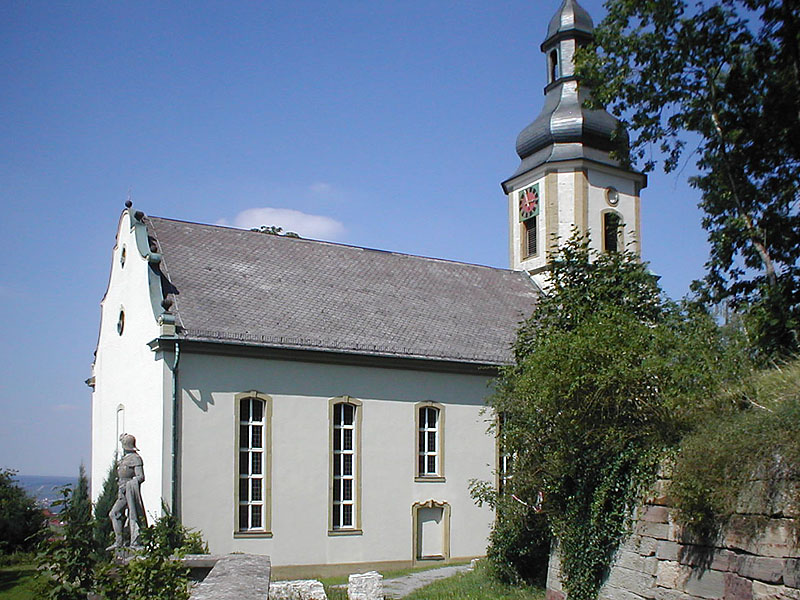
Stadtkirche
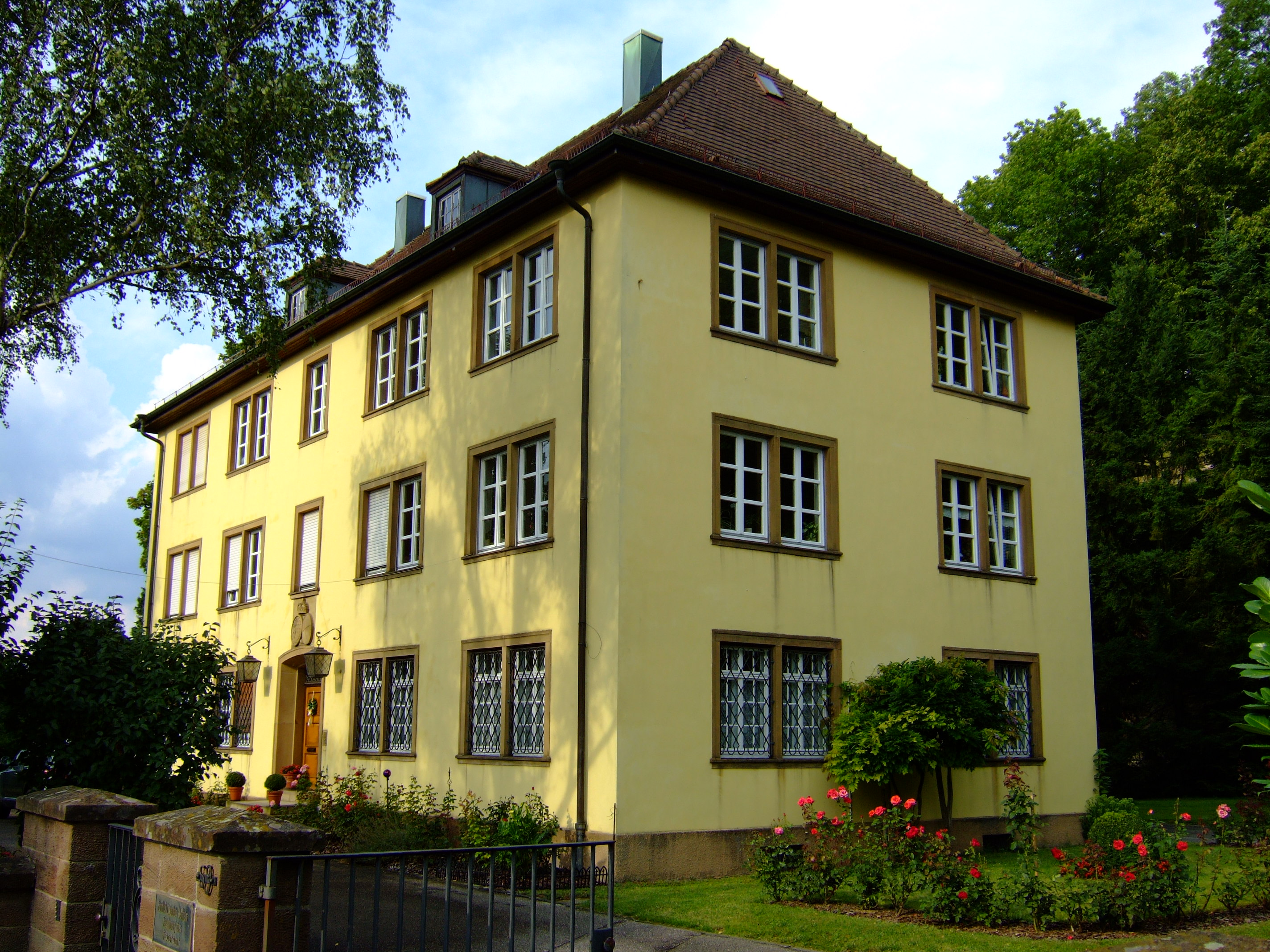
Fürstlich Löwensteinisches Forstamt
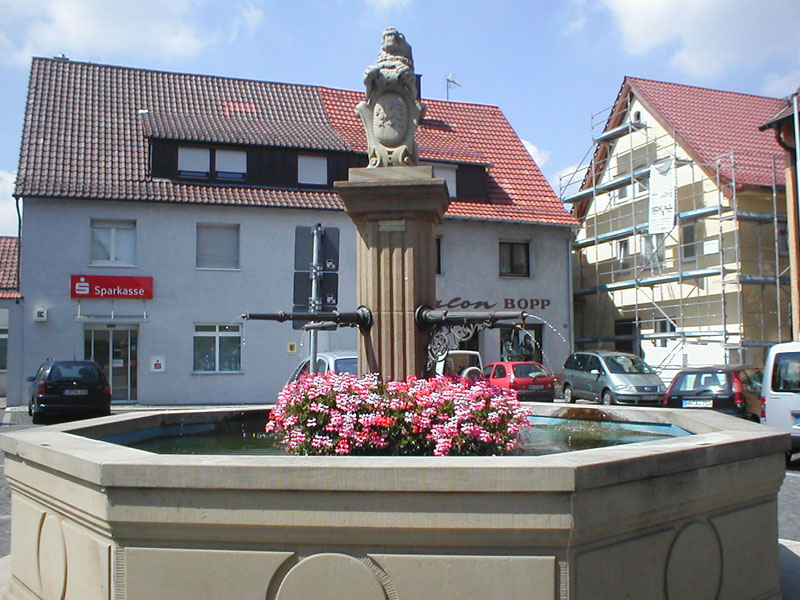
Marktbrunnen

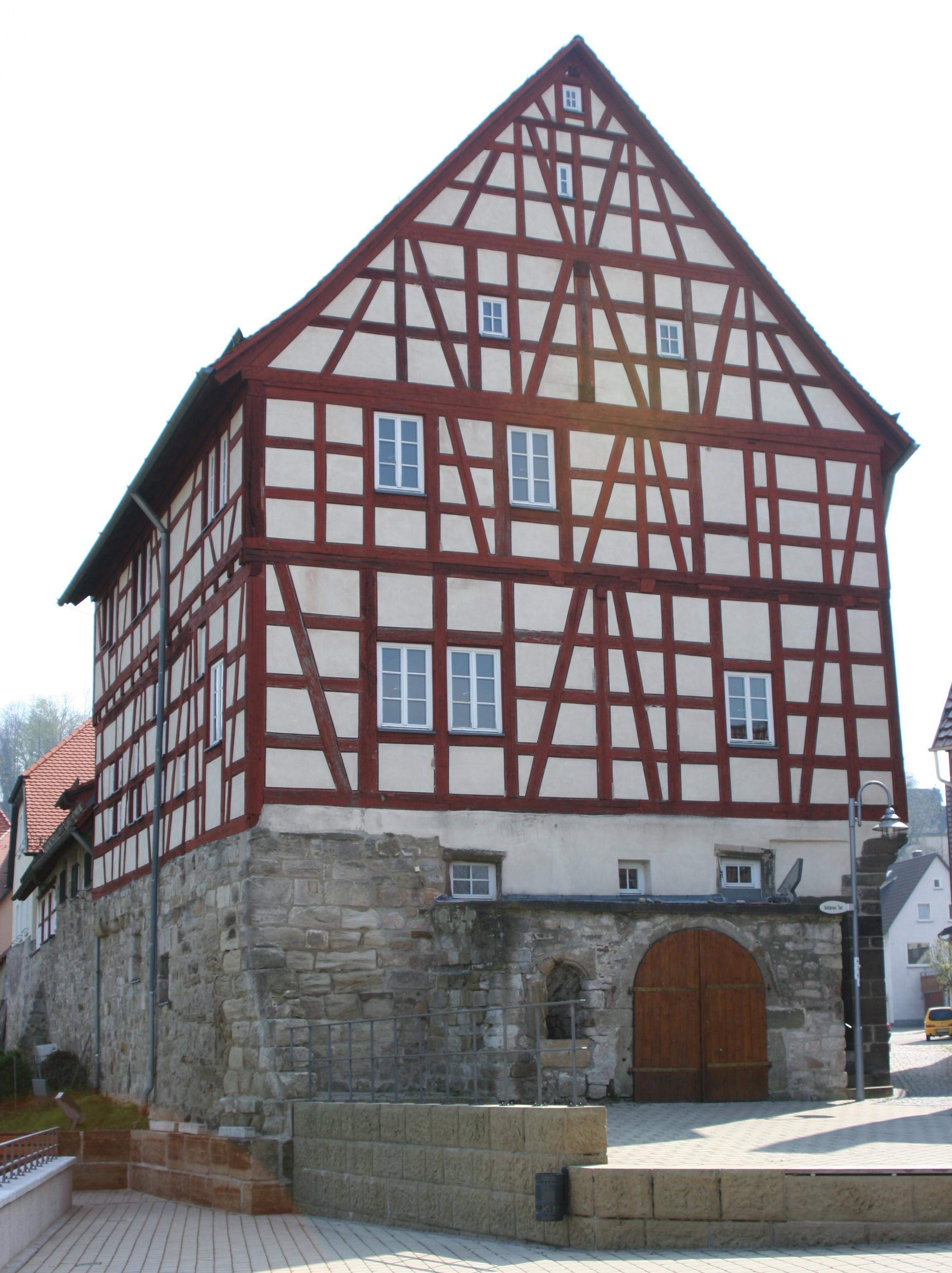
Freihaus am Unteren Tor

- Das mit der Stadtmauer verbundene Freihaus soll bereits im 14. Jahrhundert bestanden haben und war vermutlich Sitz eines lehensfreien Bauern. Die in einem Portal sichtbare Jahreszahl 1609 weist auf einen Umbau zu diesem Zeitpunkt hin. Das Gebäude gelangte im 17. Jahrhundert an die Grafen von Löwenstein, die dort einen Witwensitz einrichteten, bevor das Gebäude 1776 an einen Bürger verkauft wurde. 1979 gelangte das Freihaus in den Besitz der Stadt und wurde von 1988 bis 1993 saniert und zum Museum umgestaltet.
- Die Alte Kelter besteht seit der Zeit um 1500 und war bis 1848 die standesherrliche Bannkelter des Ortes. In ihrer Nachbarschaft standen einst auch die herrschaftliche Scheune und das Amtsgebäude, hier wurden der Weinzehnte und der Kelterwein einbehalten. Sie dient inzwischen umfassend erneuert als Festhalle.
- Vom ehemaligen Kloster Lichtenstern (1242 gegründete ehemalige Zisterzienserinnenabtei, 1547 erstmals, 1639 endgültig aufgehoben) sind die frühgotische Klosterkirche, eine neugotische Gartenkapelle von 1859 sowie verschiedene Profanbauten des 16. Jahrhunderts erhalten. Das ehemalige Klosterareal dient seit 1836 (mit Unterbrechung während und nach dem Zweiten Weltkrieg) der Sorge für benachteiligte und behinderte Kinder und ist heute der Hauptsitz der Evangelischen Stiftung Lichtenstern.
- Wasserschloss Lautereck („Teusser-Schlösschen“) von 1623 im Stadtteil Teusserbad.

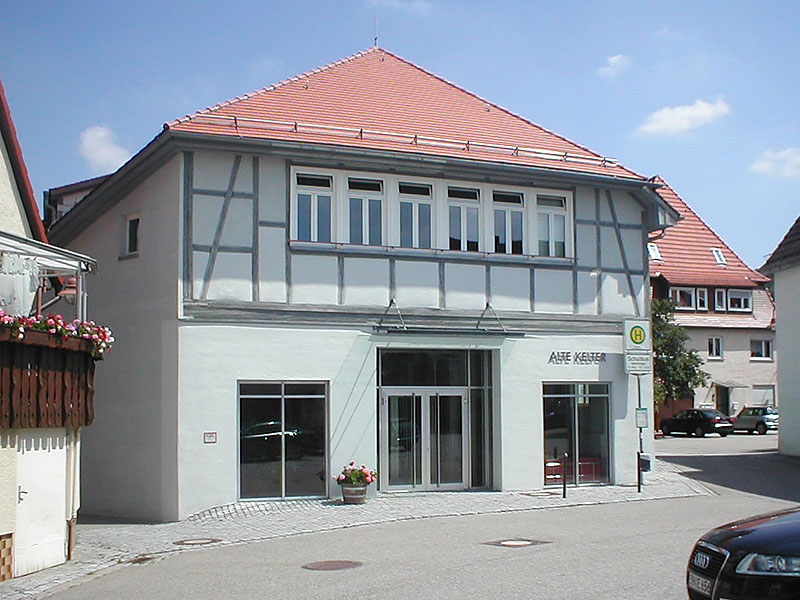
Alte Kelter
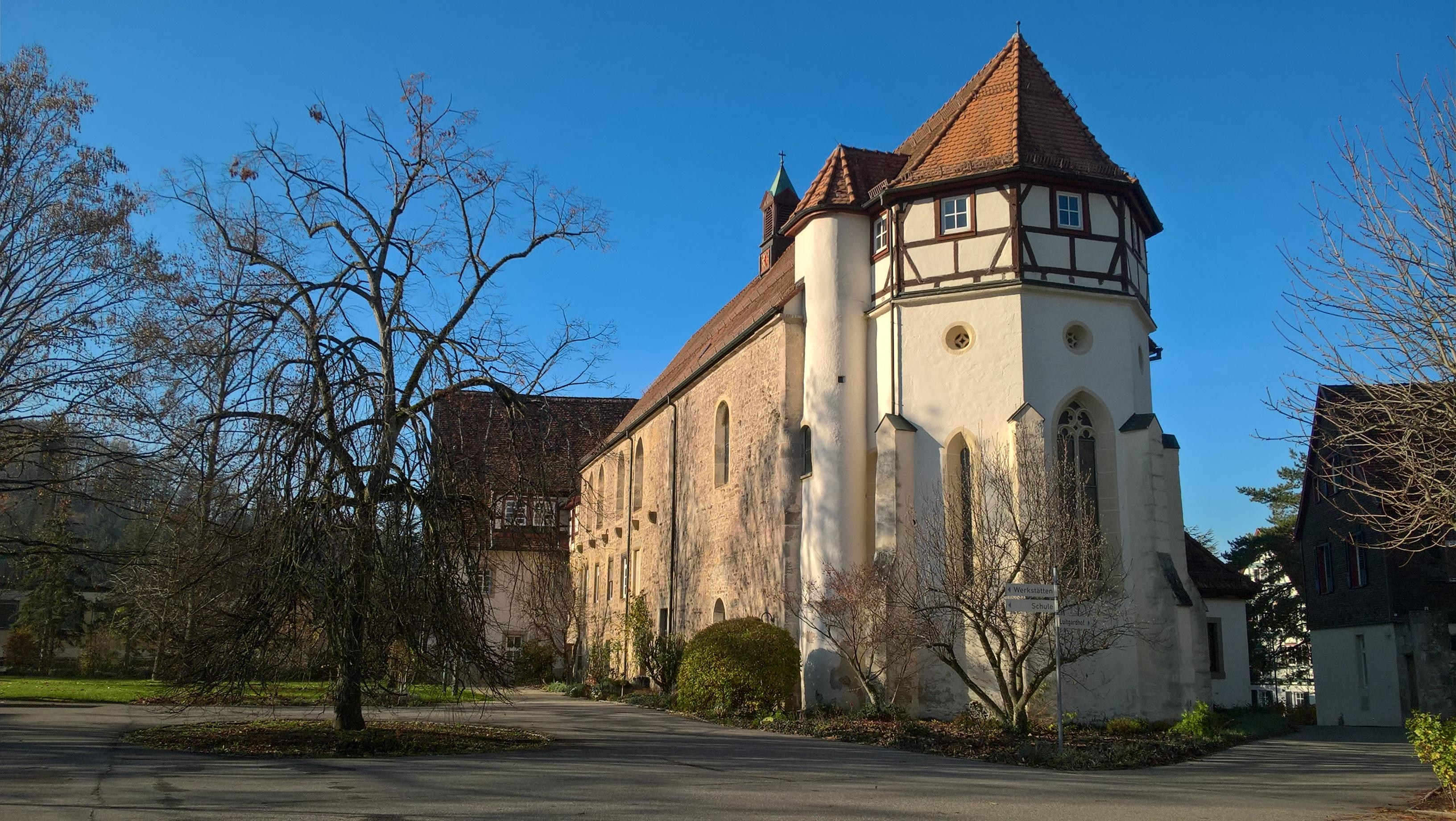
Klosterkirche Lichtenstern
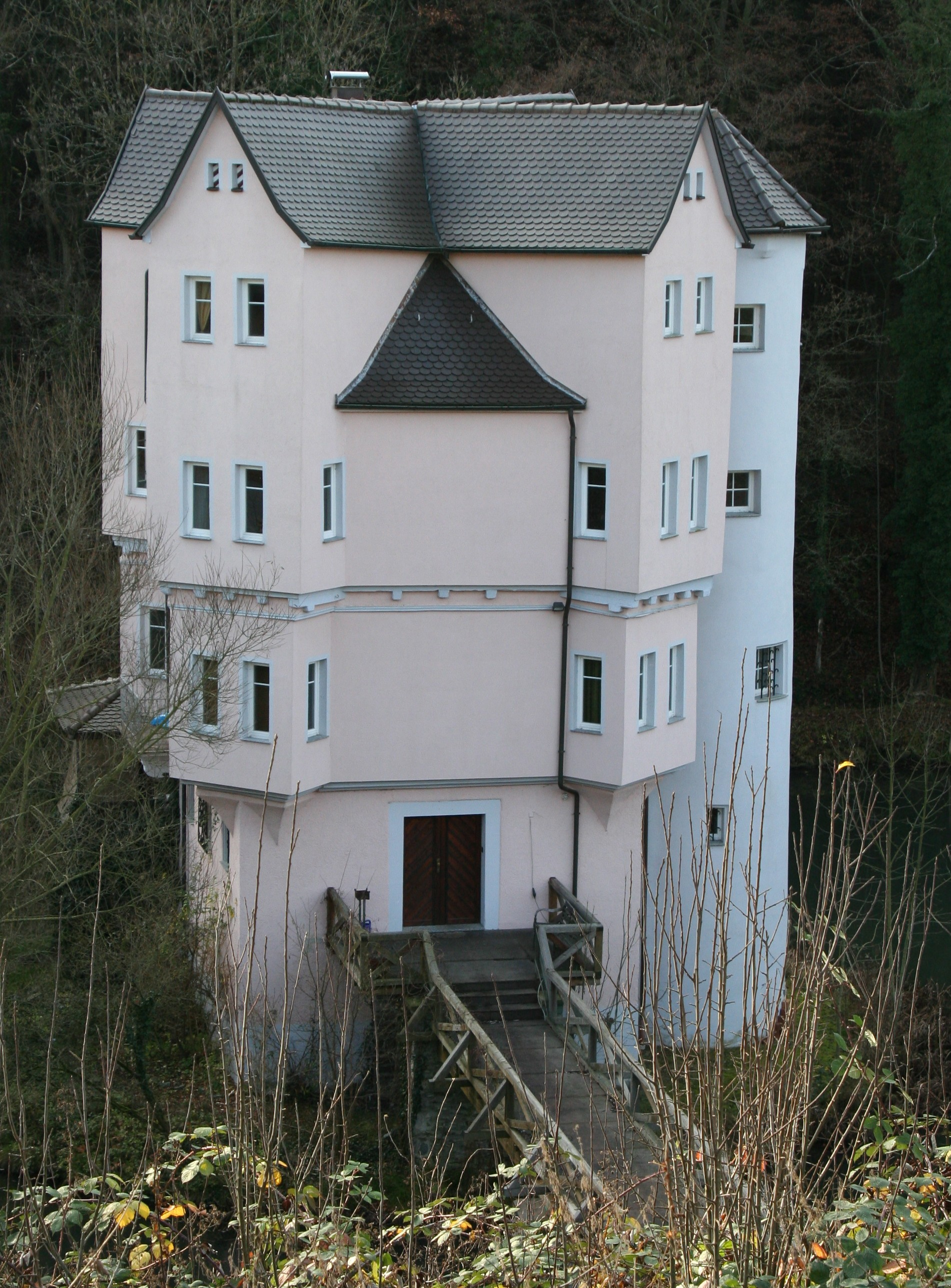
Wasserschloss Lautereck

### Freizeit- und Sportanlagen

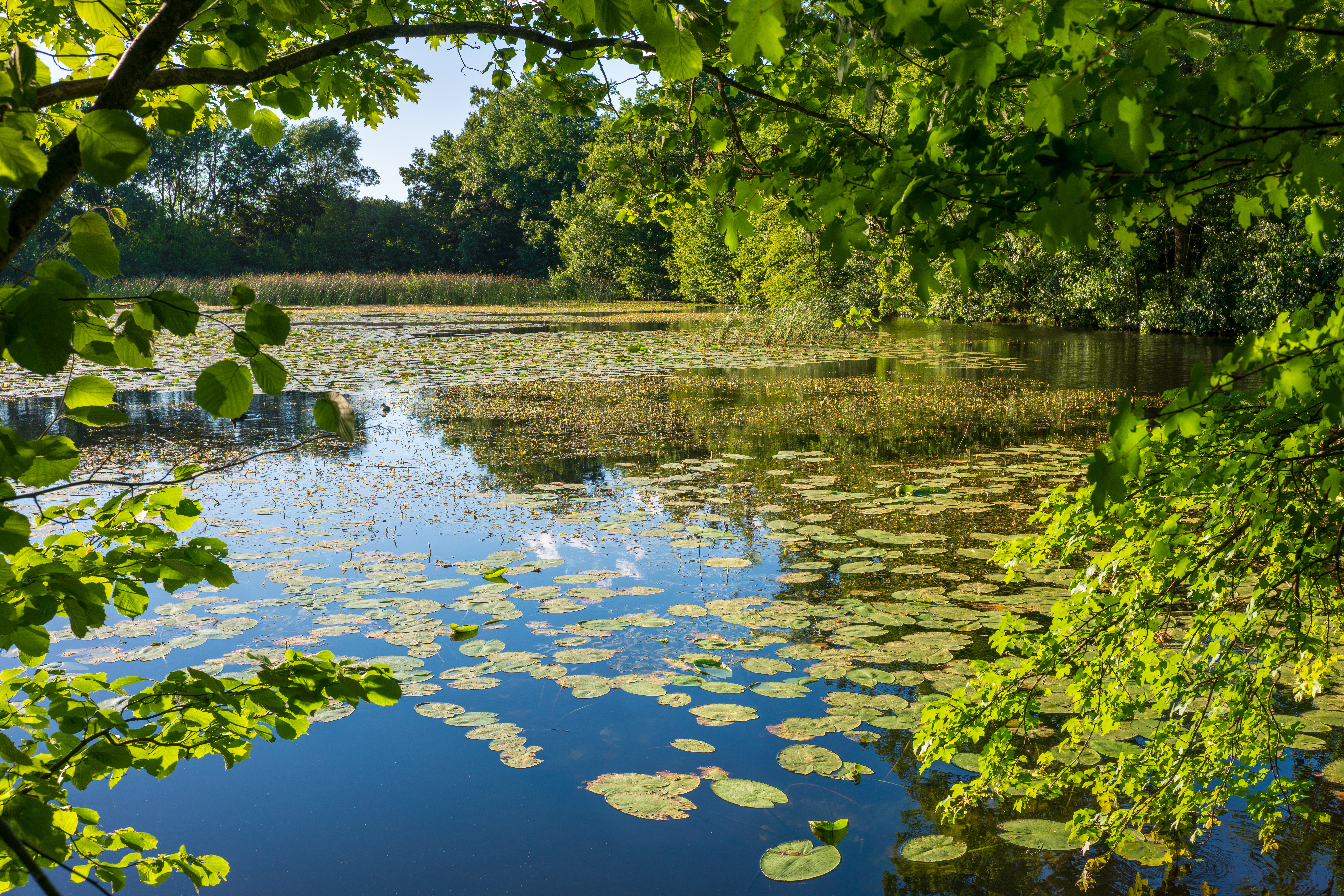
Bleichsee

Teilweise auf dem Gebiet der Stadt Löwenstein liegt der in den 1970er Jahren künstlich angelegte Breitenauer See. Am Bleichsee, etwa ein Kilometer südlich von Löwenstein gelegen, befand sich früher die Löwensteiner Tuchbleiche. Heute ist der See Mittelpunkt des 1978 ausgewiesenen Landschaftsschutzgebietes Bleichsee.
Im Ortsteil Seemühle befindet sich der 2004 bis 2006 an Stelle eines älteren Platzes neu angelegte Fußballplatz des TSV Löwenstein mit Sportheim.

## Wirtschaft und Infrastruktur
Im Stadtteil Teusserbad ist das Unternehmen Teusser Mineralbrunnen Karl Rössle GmbH & Co KG (Teusser Mineralbrunnen) ansässig, das das Mineralwasser einer dort befindlichen Mineralquelle abfüllt. Jährlich werden etwa 100 Millionen Flaschen (Mineralwasser, Limonaden, Fruchtgetränke) abgefüllt und unter den Marken Teusser und Löwensteiner verkauft.

### Weinbau

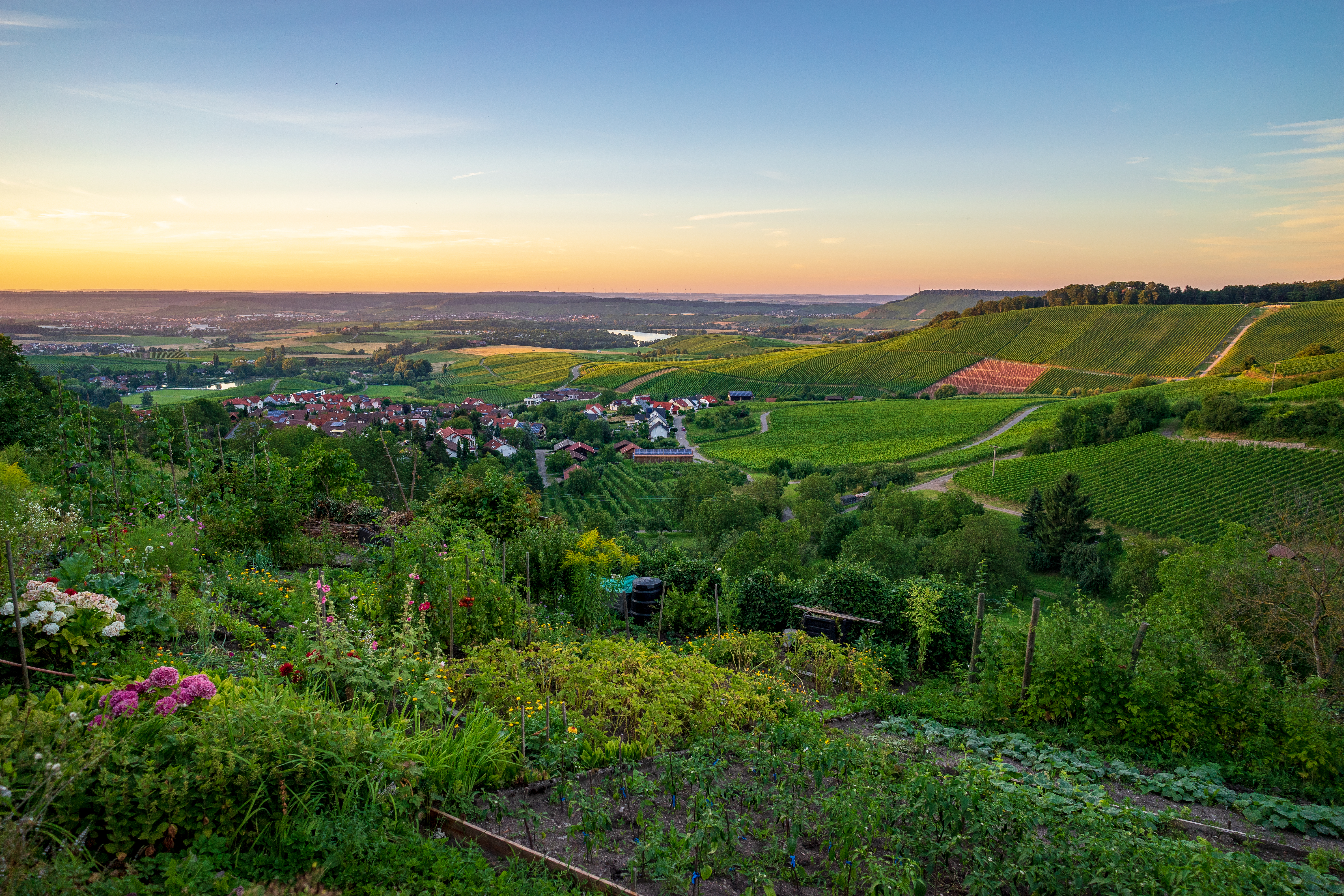
Weinberge

Weinbau wird von den Mitgliedern der Weingärtnergenossenschaft
Winzer vom Weinsberger Tal (ehemals Winzergenossenschaft Löwenstein) mit Sitz in Löwenstein und Niederlassungen in Eberstadt, Eschenau und Willsbach sowie von Selbstvermarktern betrieben. Die Lagen gehören zu den Großlagen Salzberg und Schozachtal im Bereich Württembergisch Unterland des Weinbaugebietes Württemberg.

### Verkehr

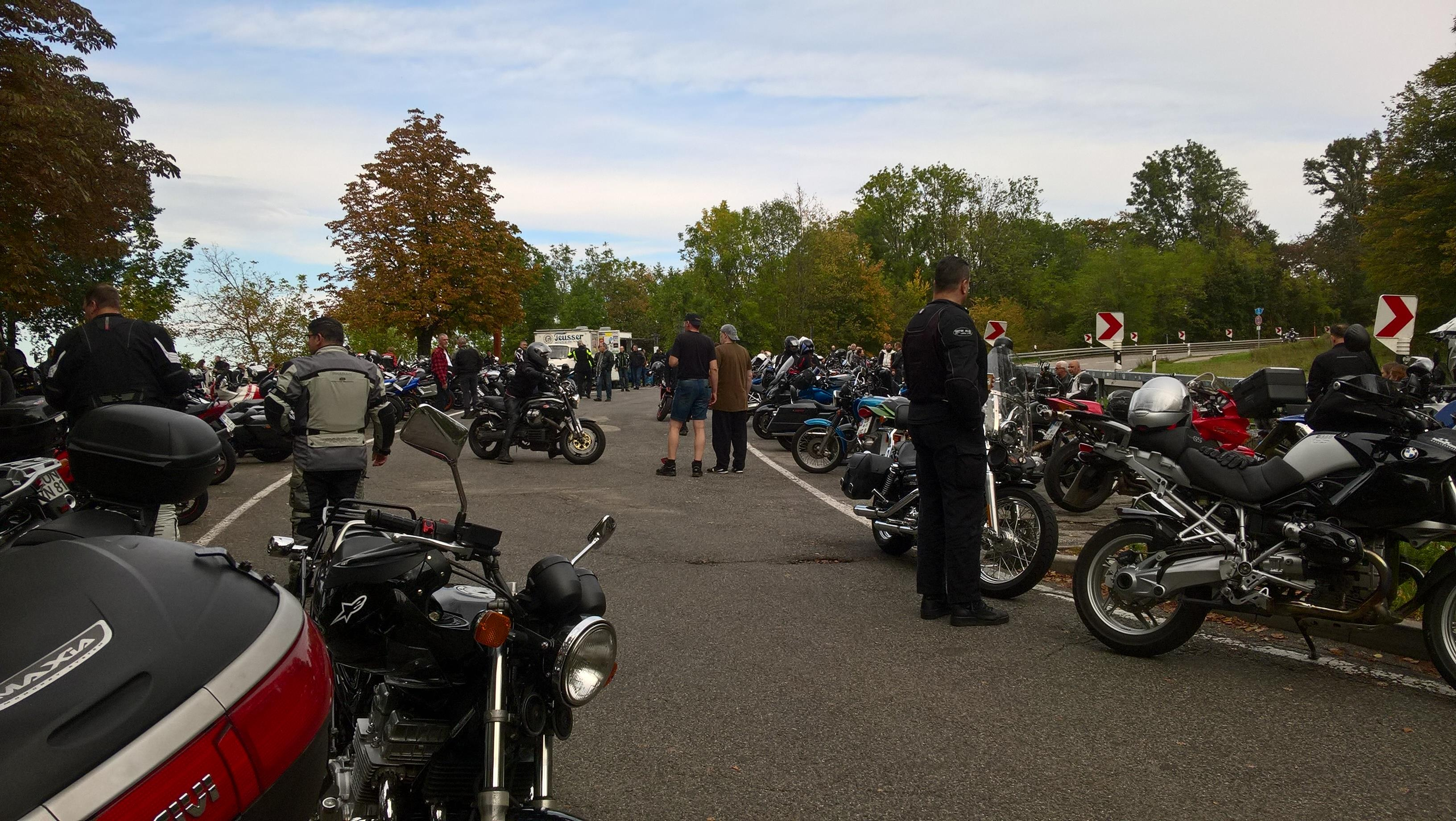
Motorradtreffpunkt bei der Löwensteiner Platte

Löwenstein liegt an der Bundesstraße 39, die von Frankenstein in der Pfalz bis nach Mainhardt führt. Die kurvigen Bergabschnitte der B 39 locken in der warmen Jahreszeit viele Motorradfahrer an, die sich in großer Zahl auf einem Platte genannten und im Sommer bewirtschafteten Aussichtsparkplatz zwischen Löwenstein und Hirrweiler treffen. Wegen der dadurch entstehenden Lärmbelästigung gründete sich 2010 eine Bürgerinitiative B 39 gegen den Motorradlärm.

### Medien
Über das Geschehen in Löwenstein berichtet die Tageszeitung Heilbronner Stimme in ihrer Ausgabe für das Weinsberger Tal (WT).

### Öffentliche Einrichtungen

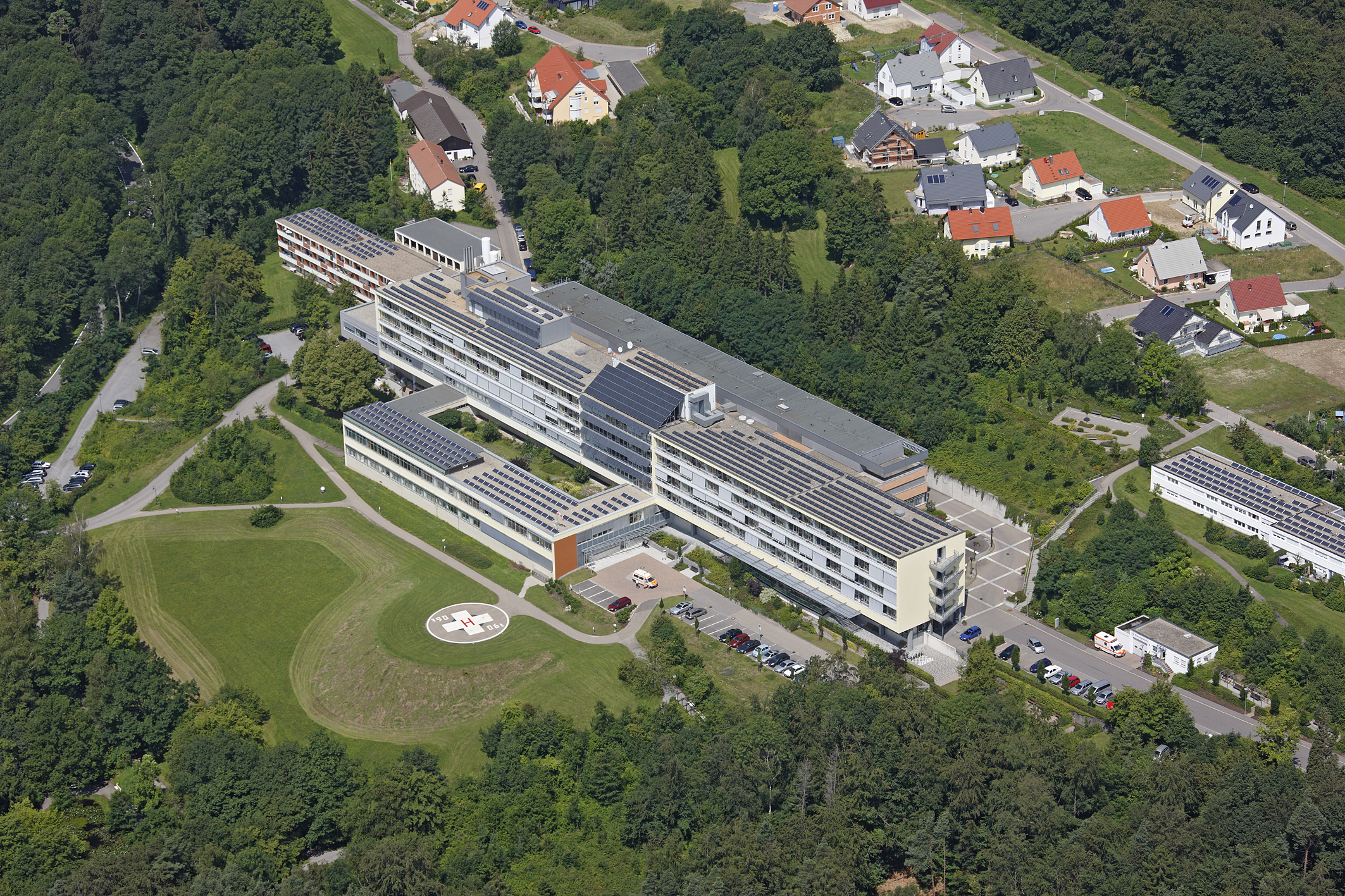
Klinik Löwenstein

In der Nähe des Löwensteiner Stadtteils Hirrweiler befindet sich die Klinik Löwenstein, eine 1960 als Sanatorium gegründete Lungenfachklinik. Sie geht auf eine 1943 vom Württembergischen Landesfürsorgeverband gegründete Heilstätte für Tuberkulosekranke zurück, die bis 1946 in der Heilanstalt Weinsberg, 1946 bis 1960 in Schloss Horneck in Gundelsheim untergebracht war. Ab 1957 wurde ein Neubau im 500 m hoch gelegenen Geißhölzle in Löwenstein erstellt, und am 8. Juli 1960 wurde das neue Sanatorium eingeweiht.
Einhergehend mit dem Rückgang der Tuberkuloseerkrankungen und der Zuwendung zur Behandlung anderer Erkrankungen der Atemwege erfolgte 1972 die Umbenennung des Sanatoriums in Klinik Löwenstein. Träger des Sanatoriums und später der Klinik war zunächst der Landesfürsorgeverband, ab 1964 dessen Rechtsnachfolger, der Landeswohlfahrtsverband Württemberg-Hohenzollern.
Nach Auflösung des Landeswohlfahrtsverbands zum Jahresende 2004 wurde die Klinik im Juni 2007 an die von Stadt und Landkreis Heilbronn getragene SLK-Kliniken GmbH verkauft, die auch die anderen öffentlichen Kliniken im Stadt- und im Landkreis betreibt. An der Klinik befindet sich eine Rettungswache.

### Bildung

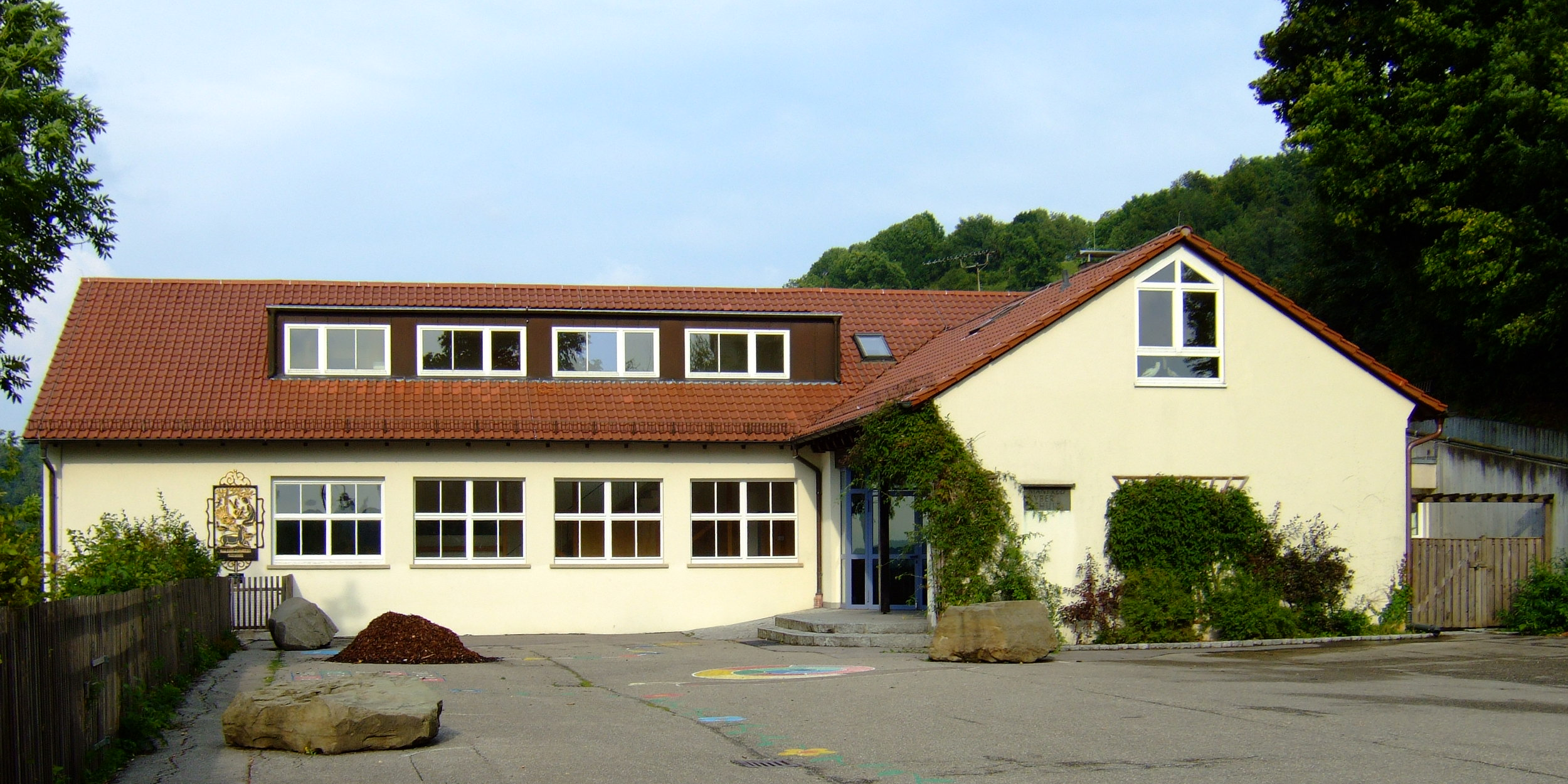
Manfred-Kyber-Grundschule

In Löwenstein befindet sich die Manfred-Kyber-Grundschule. Darüber hinaus gibt es vier Kindergärten im Ort.
Des Weiteren unterhält die Volkshochschule Unterland in Löwenstein eine Außenstelle.

## Persönlichkeiten

### Ehrenbürger
- Frank Distelbarth (1928–2012), in Löwenstein geborener Verleger der Heilbronner Stimme
- Ernst Birk (1937–2014), Bürgermeister Löwensteins von 1966 bis 1992

### Söhne und Töchter der Stadt
- Karl Schwenzer (1843–1904), württembergischer Hofmedailleur
- August Ludwig Schwenzer (1847–1934), Bildhauer und Restaurator
- Ludwig Bauer (1863–1911), Mediziner, Landtagsabgeordneter
- Manuel Wielandt (1863–1922), Maler
- Paul Volz (1871–1941), geboren in Lichtenstern, evangelischer Theologe
- Gertrud Goes (1878–1915), Dichterin und Erzählerin
- Emil Schwamberger (1882–1955), Kommunalpolitiker, Oberbürgermeister von Ulm
- Hans Hege (1885–1983), Landwirt und Abgeordneter
- Theodor Hiller (1886–1951), Maler und Architekt
- Richard Hohly (1902–1995), Kunstmaler

### Sonstige mit der Stadt in Verbindung stehende Personen

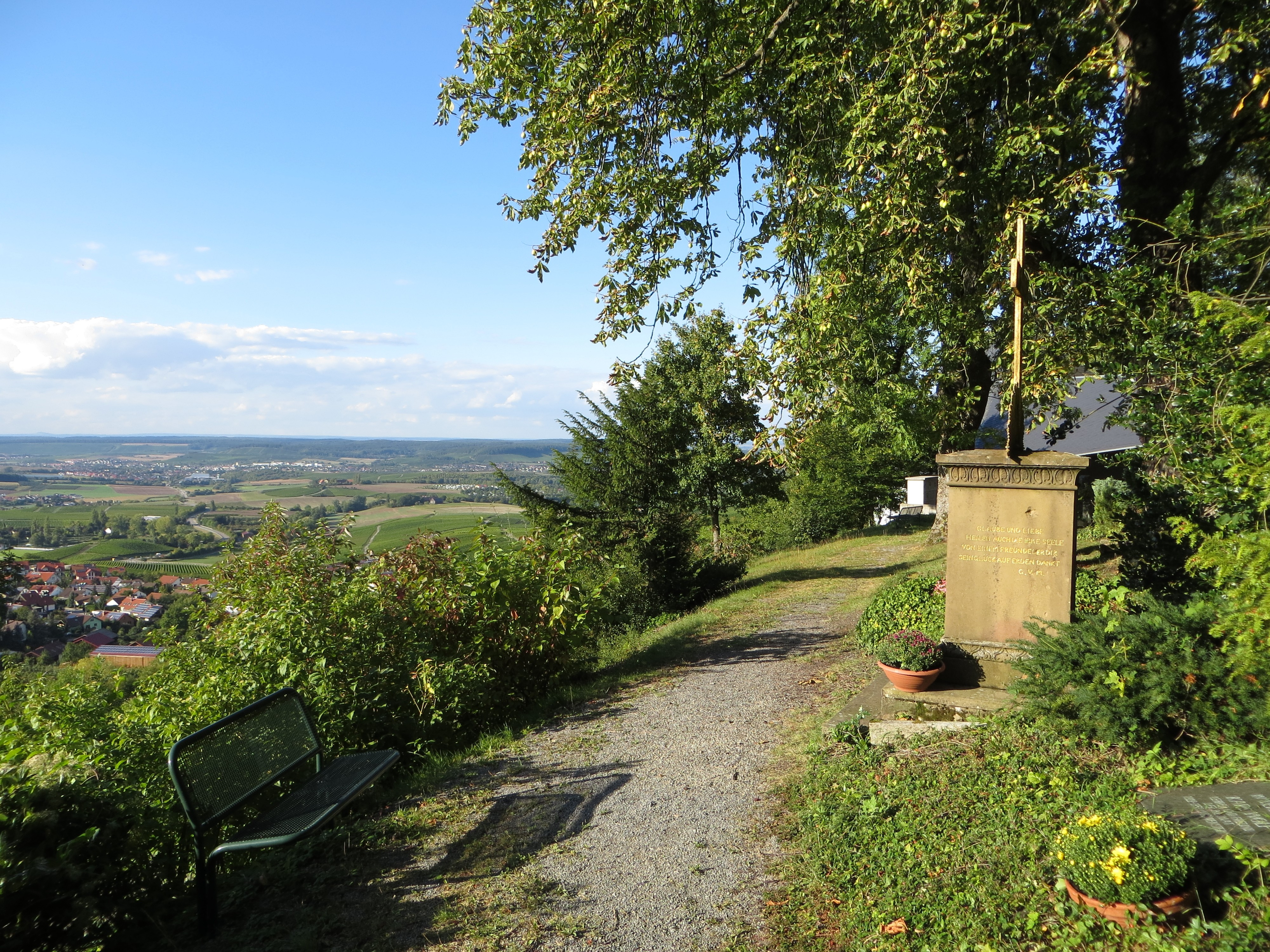
Der Löwensteiner Waldfriedhof mit dem Grab Friederike Hauffes (Mitte rechts)

- Friederike Hauffe, geb. Wanner (1801–1829), in Löwenstein gestorben und begraben, die berühmteste Patientin von Justinus Kerner, dem Oberamtsarzt in Weinsberg. Ihr wurden als „Seherin von Prevorst“ telepathische Fähigkeiten zugeschrieben.
- Karl Friedrich Troll (1801–1868), von 1826 bis 1868 Stadtschultheiß Löwensteins, von 1851 bis 1868 Landtagsabgeordneter
- Karl Nicolai (1839–1892), von 1869 bis 1881 Stadtschultheiß Löwensteins, von 1876 bis 1881 Landtagsabgeordneter
- Christian Hege  (1840–1907), Gutspächter und Abgeordneter
- Wilhelm Maybach (1846–1929), Konstrukteur, zusammen mit Gottlieb Daimler aus Stuttgart Erfinder des ersten Autos der Welt; lebte bis zum Alter von acht Jahren in Löwenstein
- Manfred Kyber (1880–1933), Erzähler und Lyriker. Namensgeber der Löwensteiner Grundschule. Sein Nachlass ist im örtlichen Manfred-Kyber-Museum dokumentiert.
- Rudolf Haußer (1910–2003), Lungenfacharzt, Mitbegründer und erster Chefarzt der Klinik Löwenstein, Mitglied des Gemeinderats
- Karl-Heinz Dähn (1926–2016), Leiter der Grundschule und Heimatforscher, Stadtarchivar Löwensteins